# بحيرة الرمال
بحيرة الرمال (بالإنجليزية: Aququcha) هو جبل من سلسلة جبال الأنديز في بيرو، يبلغ ارتفاعه 5000 مترٍ تقريباً (16000 قدم)، ويقع في منطقة ليما، في محافظة أيون، في إقليم أيون؛ وتقع في وادي بوكا ياكو، شرق كنوا يكرا.